# Kiberseks
Kiberseks (cybersex) je seks preko priključenega sistema za klepetanje.